# Marie Taglioni
Marie Taglioni (født 23. april 1804, død 24. april 1884) var en svensk-italiensk balletdanser i den romantiske ballet æra, en central figur europæisk dans historie. Hun var en af de mest berømte ballerinaer i den romantiske ballet. Hun er krediteret med (dog ikke bekræftet) at være den første ballerina der virkelig dansede en pointe. 
Hun blev kendt i 1832 da hendes far, Filippo Taglioni, koreografere balletten Sylfiden til hende. Det var i dette stykket hun først brugte tåspidssko.
I 1837 blev hun medlem af Mariinskijballetten i Rusland. Efter hendes sidste forestilling i Rusland, i 1842, mens hendes popularitet var på toppen, blev et par af hendes gamle tåspidssko solgt for to hundrede rubler, angiveligt for at blive kogt, serveret med en sauce og spist af en gruppe af tilhængere.
Taglioni sluttede som professionel danser i 1847, hvorefter hun bosatte sig i Venezia i Italien. Hun var med til at indføre et strengere regime ved operaen i Paris, og var jurymedlem i den aller første corps de ballet-konkurrence. Senere havde hun nogle få balletelever. Den mest kendte er Emma Livry. Taglioni koreografer sin eneste ballet, Le Papillion, til Livry.
Johann Strauss komponerte Marie Taglioni Polka til Taglioni.
Hun blev begravet på Cimetière de Montmartre.